# ناوشکن کلاس برنلباس
ناوشکن کلاس برنلباس (به انگلیسی: Branlebas-class destroyer) یک کلاس از کشتی است که طول آن ۵۸ متر (۱۹۰ فوت ۳ اینچ) می‌باشد.